# Bogu und Gaolingpo
Die Stätten von Bogu und Gaolingpo (chinesisch 百谷和高岭坡遗址, Pinyin Bǎigǔ hé Gāolǐngpō yízhǐ) sind paläolithische Fundplätze in Bose (bzw. „Baise“) im Bose-Becken bzw. „Baise-Becken“ (百色盆地, englisch Bose Basin/Baise Basin) im Autonomen Gebiet Guangxi der Zhuang in Südchina.
Die Stätten stehen seit 2001 auf der Liste der Denkmäler der Volksrepublik China (5-99).
Dort entdeckte Steinwerkzeuge wurden auf ein Alter von 803.000 Jahren datiert.
Die Entdeckung von Acheuléen-ähnlichen Faustkeilen demonstriert, das solche Werkzeuge vor über 500.000 Jahren in Ostasien verwendet wurden.